# Marcos Roberto Silveira Reis
Marcos Roberto Silveira Reis (Oriente, 4 augustus 1973) is een voormalig Braziliaanse voetbaldoelman, bekend onder zijn spelersnaam Marcos. Hij speelde zijn gehele carrière voor dezelfde club, Palmeiras uit São Paulo. Hij is naast Ademir da Guia en Djalma Santos een van de grootste clubiconen van Palmeiras.

## Biografie
Marcos Roberto begon in 1992 voor Palmeiras, maar brak pas in 1999 door als eerste doelman na een blessure van Velloso. Dat jaar keepte hij uitmuntend in de Copa Libertadores. In de kwartfinale versloeg de club aartsrivaal Corinthians na strafschoppen. In de finale versloeg Palmeiras het Colombiaanse Deportivo Cali. Het jaar erop haalde de club opnieuw de eindstrijd, maar verloor nu van het Argentijnse Boca Juniors. In 2002 degradeerde Palmeiras voor het eerst uit de hoogste klasse. Na de succesvolle campagne op het WK trok hij naar Londen waar hij voor Arsenal zou tekenen, echter trok hij zich op het laatste moment terug zonder de club op de hoogte te brengen en zei later dat hij liever met Palmeiras in de Série B speelde dan in Europa voor het geld. Na één seizoen keerde Palmeiras terug naar de hoogste klasse en in 2008 wonnen ze het Campeonato Paulista. Op 21 september 2008 speelde hij tegen Vasco da Gama zijn vierhonderdste wedstrijd voor de club.
Op 4 januari 2012 kondigde hij zijn afscheid aan voor de club door zijn hogere leeftijd en vele blessures.
Hij debuteerde voor het nationale elftal op 13 november 1999 tegen Spanje. Hiervoor zat hij al in de selectie voor de Copa América 1999 en de FIFA Confederations Cup 1999 als tweede doelman, maar kwam niet aan spelen toe. Doelmannen Dida en Rogério Ceni kregen nog de voorkeur op hem. Bij de Copa América 2001 verdrong hij Dida naar de bank en werd hij de eerste doelman. Hij was ook de eerste keuze voor het WK 2002 en speelde elke minuut van het toernooi. Hij hield vier keer de netten schoon en liet maar vier goals binnen op zeven wedstrijden, Brazilië werd uiteindelijk wereldkampioen. Door enkele blessures speelde hij na het WK nog maar vier keer voor het nationale elftal. Hij speelde zijn laatste wedstrijd op de FIFA Confederations Cup 2005 tegen Japan. Op 6 oktober 2005 kondigde hij aan dat hij niet langer zou spelen voor het nationale elftal, maar wel nog voor Palmeiras.

## Erelijst
Palmeiras
- Campeonato Brasileiro Série A: 1993, 1994
- Campeonato Paulista: 1993, 1994, 1996, 2008
- Torneio Rio-São Paulo: 1993, 2000
- Copa do Brasil: 1998
- Copa Mercosul: 1998
- CONMEBOL Libertadores: 1999
- Copa dos Campeões: 2000
- Campeonato Brasileiro Série B: 2003

 Brazilië
- Copa América: 1999
- Wereldkampioenschap voetbal: 2002
- FIFA Confederations Cup: 2005

1 Dida ·
2 Cafú  ·
3 Odvan ·
4 Zago ·
5 Emerson ·
6 Roberto Carlos ·
7 Márcio Amoroso ·
8 Vampeta ·
9 Ronaldo ·
10 Rivaldo ·
11 Alex ·
12 Marcos Reis ·
13 Evanílson ·
14 César Belli ·
15 João Carlos ·
16 Serginho ·
17 Marcos Paulo ·
18 Flávio Conceição ·
19 Beto ·
20 Christian ·
21 Ronaldinho ·
22 Zé Roberto ·
Coach: Vanderlei Luxemburgo
1 Dida ·
2 Evanílson ·
3 Odvan ·
4 João Carlos ·
5 Flávio Conceição ·
6 Serginho ·
7 Ronaldinho ·
8 Emerson  ·
9 Christian ·
10 Alex ·
11 Zé Roberto ·
12 Marcos Reis ·
13 César Belli ·
14 Luiz Alberto ·
15 Marcos Paulo ·
16 Athirson ·
17 Beto ·
18 Rôni ·
19 Warley ·
20 Vampeta ·
Coach: Vanderlei Luxemburgo
1 Marcos ·
2 Cafú  ·
3 Lúcio ·
4 Roque Júnior ·
5 Edmílson ·
6 Roberto Carlos ·
7 Ricardinho ·
8 Gilberto Silva ·
9 Ronaldo ·
10 Rivaldo ·
11 Ronaldinho ·
12 Dida ·
13 Belletti ·
14 Ânderson Polga ·
15 Kléberson ·
16 Júnior ·
17 Denílson ·
18 Vampeta ·
19 Juninho Paulista ·
20 Edílson ·
21 Luizão ·
22 Rogério Ceni ·
23 Kaká ·
Coach: Scolari
1 Dida ·
2 Maicon ·
3 Lúcio ·
4 Roque Júnior ·
5 Emerson ·
6 Gilberto Melo ·
7 Robinho ·
8 Kaká ·
9 Adriano ·
10 Ronaldinho  ·
11 Zé Roberto ·
12 Marcos ·
13 Cicinho ·
14 Juan ·
15 Luisão ·
16 Léo ·
17 Gilberto Silva ·
18 Juninho Pernambucano ·
19 Renato ·
20 Júlio Baptista ·
21 Ricardo Oliveira ·
22 Edu ·
23 Gomes ·
Coach: Parreira